# Arsène Lupin (phim truyền hình 1971–4)
Arsène Lupin là loạt phim trinh thám do đài ORTF khởi sự giai đoạn 1971-4.

## Lịch sử
Truyện phim phỏng theo loạt tiểu thuyết trinh thám rất ăn khách của tác giả Maurice Leblanc đầu thế kỷ XX. Tuy nhiên, do kết cấu rất phức tạp của tác phẩm, bộ phim trở thành đề án xuyên lục địa với sự phối hợp của 8 quốc gia - một sự kiện hi hữu ở giai đoạn sơ khai của lịch sử truyền hình thế giới.

## Nội dung
Những năm trước Đệ nhất thế chiến, tên tội phạm cổ cồn trắng Arsène Lupin khiến các sở cẩm phải điên đầu. Y thường xuất quỷ nhập thần với tài hóa trang cùng sự yểm trợ của một gã tài xế cùng một thiếu nữ đài các nào đó. Mục tiêu của Arsène Lupin là các nhà quyền quý với những món bảo vật hiếm lạ, cũng có khi y sẵn sàng bỏ qua tiền bạc chỉ để chiếm hữu báu vật, xong việc y chuồn thẳng và thường để lại một danh thiếp xác nhận rằng Arsène Lupin đã đánh cắp món vật đó. Lắm khi, Arsène Lupin biến các nhân viên sở cẩm thành những gã hề ngớ ngẩn.
Phần 1 (1971)
1. Le Bouchon de cristal
2. Victor, de la brigade mondaine
3. Arsène Lupin contre Herlock Sholmes
4. L'Arrestation d'Arsène Lupin
5. L'Agence Barnett
6. La Demoiselle aux yeux verts
7. La Chaîne brisée
8. La Femme aux deux sourires
9. La Chimère du calife
10. Une femme contre Arsène Lupin
11. Les Anneaux de Cagliostro
12. Les Tableaux de Tornbüll
13. Le Sept de cœur

Phần 2 (1973)
1. Herlock Sholmes lance un défi
2. Arsène Lupin prend des vacances
3. Le Mystère de Gesvres
4. Le Secret de l'aiguille
5. L'Homme au chapeau noir
6. L'Écharpe de soie rouge
7. La Demeure mystérieuse
8. Les Huit Coups de l'horloge
9. La Dame au chapeau à plumes
10. La Danseuse de Rottenburg
11. Le Film révélateur
12. Double Jeu
13. Le Coffre-fort de madame Imbert

## Kĩ thuật
Phim được thực hiện chủ yếu tại Paris cùng một số ngoại cảnh tại các quốc gia Tây Âu giai đoạn 1971-4.

### Sản xuất
- Bố trí: Pierre Lefait, Lucien Aguettand, Carlo Benzoni, Francis Beublet, Henry Dom, Charles Finelli, Marcella D'Ellena, Enrico Fantacci
- Phục trang: Georges Bril, Georgette Fillon, Marga Langeweg, Jo Ranzatto

### Diễn xuất
- Georges Descrières... Arsène Lupin
- Yvon Bouchard... Grognard
- Roger Carel... Guerchard
- Jacques Monod... Sếp cẩm
- Henri Virlojeux... Herlock Sholmes
- Marthe Keller... Bá nữ Natasha
- Yves Barsacq... Wilson
- Kathrin Ackermann... Dora Bakefield

## Hậu trường
Loạt phim tuy được thực hiện theo các tiểu thuyết đã ấn hành cùng thủ cảo của tác gia Maurice Leblanc, tuy nhiên tính cách nhân vật cùng một số tình tiết được sửa lại cho thích hợp với kĩ thuật điện ảnh hơn. Arsène Lupin trong phim được mô tả là nhân vật nhất mực lịch lãm và dí dỏm trong bất kì tình huống hiểm nguy nào, đôi khi còn tỏ ra độ lượng mà trả lại của cắp, khác hẳn hình ảnh ti tiện bất chấp luân lí trong nguyên tác.

### Phát hành
- Arsène Lupin, volume 1 (Bản mẫu:Date-)
- Arsène Lupin, volume 2 (Bản mẫu:Date-)
- Arsène Lupin, volume 3 (Bản mẫu:Date-)
- Arsène Lupin, l'intégrale - 9 DVD (Bản mẫu:Date-)
- Arsène Lupin, l'intégrale avec Georges Descrières - 8 DVD (Bản mẫu:Date-)

### Ảnh hưởng
Nhiều thập niên sau khi xuất phẩm, Arsène Lupin được đánh giá là kiệt tác điện ảnh truyền hình Tây Âu và Bắc Mỹ. Bộ phim tiên phong xu hướng sản xuất dòng phim trinh thám bối cảnh thời kì tiền Đệ nhất thế chiến, mà tại Anh gọi là Victorian-Edwardian era. Chính Arsène Lupin cũng được Pháp và nhiều nền điện ảnh khác dựng lại hoặc làm tiếp nhiều lần, đa số đạt thành công vang dội cả về doanh thu và nghệ thuật.
Tại Việt Nam, Arsène Lupin được VTV3 giới thiệu ở khung 18:00 hàng ngày năm 1997-8, sau đó phát lại ở khung 14:00 hàng ngày. Thời kì phim lên sóng, trong học sinh nảy trào lưu tặng danh thiếp đề tên người gửi nhằm bắt chước cử chỉ nhã nhặn của nhân vật Arsène Lupin.

### Tư liệu
- Fiche de la série sur Annuséries